# Liste der Kulturgüter in Waldkirch
Die Liste der Kulturgüter in Waldkirch enthält alle Objekte in der Gemeinde Waldkirch im Kanton St. Gallen, die gemäss der Haager Konvention zum Schutz von Kulturgut bei bewaffneten Konflikten, dem Bundesgesetz vom 20. Juni 2014 über den Schutz der Kulturgüter bei bewaffneten Konflikten sowie der Verordnung vom 29. Oktober 2014 über den Schutz der Kulturgüter bei bewaffneten Konflikten unter Schutz stehen.
Objekte der Kategorien A und B sind vollständig in der Liste enthalten, Objekte der Kategorie C fehlen zurzeit (Stand: 1. Januar 2023).

## Kulturgüter
| Foto |                                                                                        | Objekt                                                      | Kat. | Typ | Standort                                        | Beschreibung                                                                             |
| ---- | -------------------------------------------------------------------------------------- | ----------------------------------------------------------- | ---- | --- | ----------------------------------------------- | ---------------------------------------------------------------------------------------- |
| ja   | Datei hochladen · Wikidata zu Katholische Pfarrkirche St. Johannes Baptist (Q29524048) | Katholische Pfarrkirche St. Johannes Baptist KGS-Nr.: 08386 | A    | G   | Bernhardzell, Kirchstrasse 19.1 743050 / 259850 |                                                                                          |
| ja   | Datei hochladen · Wikidata zu Gasthaus Kreuz (Q29786950)                               | Gasthaus Kreuz KGS-Nr.: 08387                               | B    | G   | Bernhardzellerstrasse 2 739205 / 259160         |                                                                                          |
| ja   | Datei hochladen · Wikidata zu Katholische Kirche St. Blasius (Q29786952)               | Katholische Kirche St. Blasius KGS-Nr.: 08388               | B    | G   | Dorfstrasse 25.1 739190 / 259270                |                                                                                          |
| ja   | Datei hochladen · Wikidata zu Wannenbrücke - Teil Waldkirch (Q135683029)               | Wannenbrücke, gedeckte Holzbrücke KGS-Nr.: 08389            | B    | G   | Wannen 744160 / 260100                          | Objekt liegt hälftig auf dem Gemeindegebiet von Waldkirch und Wittenbach (KGS-Nr. 8428.) |
| BW   | Datei hochladen · Wikidata zu Amtshaus (Q135682817)                                    | Amtshaus KGS-Nr.: 16714                                     | B    | G   | Rickenhueb 232 737739 / 257545                  |                                                                                          |